# Rafael Vives Vives
Rafael Vives Vives (Santiago, 23 de febrero de 1892 - Viña del Mar, 17 de agosto de 1957) fue un comerciante y político chileno, miembro del Partido Liberal (PL). Se desempeñó como diputado de la República por la 7ª Agrupación Departamental de Santiago (3° distrito) durante tres periodos consecutivos, desde 1945 hasta 1957.

## Familia y estudios
Nació en Santiago de Chile el 23 de febrero de 1892, hijo de Juan Agustín Vives Solar y de Adela Vives Bravo. Realizó sus estudios primarios en el Seminario de Santiago. Era tío del exregidor de Santiago y posterior parlamentario demócrata cristiano Rafael Agustín Gumucio.
Fue comerciante, trabajó en «Besa y Compañía», desde 1908 hasta 1917. Posteriormente, se dedicó a la importación de accesorios para automóviles. Fue también, socio de la «Chilena de Autos Ltda»., importadora de automóviles de las marcas Chrysler y Plymouth; además, formó parte de la «Chilean Autos Ltda».
Se casó el 3 de diciembre de 1916, con la descendiente alemana Gabriela Honkart Flores, matrimonio del cual nacieron dos hijos: María Cecilia y Cristián Rafael.

## Trayectoria política
Militó en el Partido Liberal (PL). Se presentó como candidato en las elecciones municipales de 1924, siendo elegido como regidor independiente de la Municipalidad de Santiago, por el periodo 1924-1927, y sirviendo como segundo alcalde de esa corporación. En esa calidad, fue miembro de la Junta de Vecinos de Santiago por seis años. Asimismo, fungió como regidor y alcalde subrogante (s) de la Municipalidad de Providencia, desde 1941 hasta 1945.
En las elecciones parlamentarias de 1945, fue elegido como diputado por la 7ª Agrupación Departamental de Santiago (3° distrito), por el periodo legislativo 1945-1949. Integró la Comisión de Relaciones Exteriores y en calidad de reemplazante, la de Gobierno Interior; la de Vías y Obras Públicas y la de Defensa Nacional.
En las elecciones parlamentarias de 1949, obtuvo la reelección como diputado en representación de la misma zona, por el periodo 1949-1953. En esta ocasión integró la Comisión de Relaciones Exteriores y como reemplazante, la de Gobierno Interior; la de Hacienda; la de Vías y Obras Públicas; la de Asistencia Médico Social e Higiene y la de Economía y Comercio.
Por último, obtuvo una segunda reelección en las elecciones parlamentarias de 1953, por el periodo 1953-1957. Integró la Comisión de Relaciones Exteriores.
Durante sus últimos años de vida, fue presidente honorario de la Asociación de Taxis Manuel Montt,; presidente de la Sociedad de Banqueteros; miembro del Cuerpo de Bomberos de Ñuñoa; socio del Club de La Unión y del Club de Golf.
Falleció en la comuna de Viña del Mar el 17 de agosto de 1959.